# Campionato europeo maschile di calcio 1992
Il campionato europeo di calcio UEFA 1992 (in svedese: 1992 UEFA fotbolls -EM), noto anche come Svezia 1992, fu la nona edizione dell'omonimo torneo, l'ultima disputatasi con 8 squadre.
La manifestazione sportiva, che si svolse in Svezia dal 10 al 26 giugno 1992, vide la vittoria della Danimarca, la prima nella sua storia calcistica.

## Antefatti
L'assegnazione del torneo al paese scandinavo avvenne il 16 dicembre 1988, con la Spagna sconfitta alla candidatura. La Svezia risultò ammessa d'ufficio, mentre le restanti sette formazioni furono individuate dalla fase eliminatoria: Inghilterra, Francia, Germania, Paesi Bassi, Scozia, Unione Sovietica e Jugoslavia. Gli avvenimenti politici dell'epoca sconvolsero tuttavia il destino di sovietici e slavi: i primi parteciparono sotto il nome di Comunità degli Stati Indipendenti dopo la dissoluzione del precedente Stato, mentre i secondi furono squalificati per fatti bellici e sostituiti dalla Danimarca (giunta seconda nel raggruppamento).

## Squadre partecipanti
| Pr. | Squadra                           | Data di qualificazione certa | Partecipante in quanto                                         | Partecipazioni precedenti al torneo |
| --- | --------------------------------- | ---------------------------- | -------------------------------------------------------------- | ----------------------------------- |
| 1   | Svezia                            | 16 dicembre 1988             | Rappresentativa della nazione organizzatrice della fase finale | esordiente                          |
| 2   | Francia                           | 12 ottobre 1991              | 1ª classificata nel Gruppo 1 di qualificazione                 | 2 (1960, 1984)                      |
| 3   | Inghilterra                       | 13 novembre 1991             | 1ª classificata nel Gruppo 7 di qualificazione                 | 3 (1968, 1980, 1988)                |
| 4   | Comunità degli Stati Indipendenti | 13 novembre 1991             | 1ª classificata nel Gruppo 3 di qualificazione                 | 5 (1960, 1964, 1968, 1972, 1988)    |
| 5   | Scozia                            | 12 ottobre 1991              | 1ª classificata nel Gruppo 2 di qualificazione                 | esordiente                          |
| 6   | Germania                          | 20 novembre 1991             | 1ª classificata nel Gruppo 5 di qualificazione                 | 5 (1972, 1976, 1980, 1984, 1988)    |
| 7   | Paesi Bassi                       | 4 dicembre 1991              | 1ª classificata nel Gruppo 6 di qualificazione                 | 3 (1976, 1980, 1988)                |
| 8   | Danimarca                         | 31 maggio 1992               | 2ª classificata nel Gruppo 4 di qualificazione                 | 3 (1964, 1984, 1988)                |

Nota bene: nella sezione "partecipazioni precedenti al torneo" le date in grassetto indicano che la nazione ha vinto quella edizione del torneo, mentre le date in corsivo indicano l'edizione ospitata da una determinata squadra.

## Sorteggi
Il sorteggio si effettuò a Göteborg il 17 gennaio 1992. La nazionale svedese venne assegnata d'ufficio al Gruppo A, mentre la nazionale olandese fu inserita nel Gruppo B. Il sorteggio fu libero per le restanti sei nazionali.

## Stadi
| Malmö Norrköping Solna GöteborgCampionato europeo maschile di calcio 1992 (Svezia) | Malmö Norrköping Solna GöteborgCampionato europeo maschile di calcio 1992 (Svezia) |
| Göteborg                                                                           | Solna (Stoccolma)                                                                  |
| ---------------------------------------------------------------------------------- | ---------------------------------------------------------------------------------- |
| Ullevi                                                                             | Råsunda Stadium                                                                    |
| Capienza: 44000                                                                    | Capienza: 40000                                                                    |
|                                                                                    |                                                                                    |
| Malmö                                                                              | Norrköping                                                                         |
| Malmö Stadion                                                                      | Norrköpings Idrottspark                                                            |
| Capienza: 30000                                                                    | Capienza: 23000                                                                    |
|                                                                                    |                                                                                    |

## Riassunto del torneo

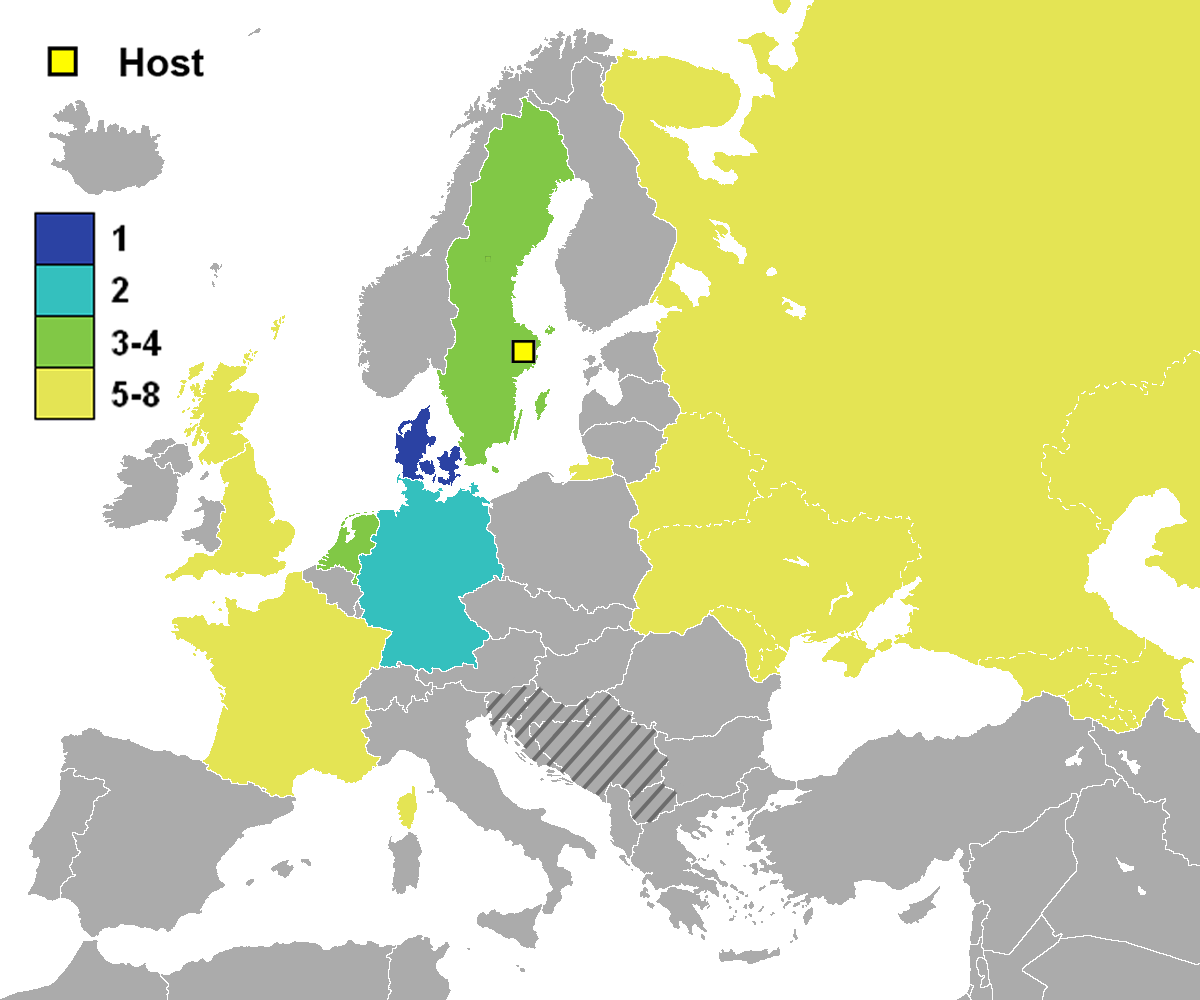
Piazzamenti delle nazionali

### Fase a gironi
Nel primo girone, spiccò l'eliminazione dell'Inghilterra: i britannici, quarti all'ultimo Mondiale, ottennero due pareggi prima di una sconfitta contro i padroni di casa. Analoga sorte toccò alla Francia, anch'essa capace di conquistare soltanto due punti: l'accesso alle semifinali interessò svedesi e danesi, ripescati all'ultimo momento.
L'altro raggruppamento fu invece vinto dai Paesi Bassi, con due punti di margine sui tedeschi (detentori del titolo mondiale); nella giornata conclusiva, la Scozia — subito eliminata — sconfisse nettamente gli ex sovietici impedendo loro la qualificazione.

### Fase a eliminazione diretta
Il primo incrocio di semifinale oppose i campioni del mondo alla nazione ospitante, risolvendosi in una vittoria della Mannschaft per 3-2. L'altra semifinale vide la Danimarca rinfrancare il proprio ruolo di outsider, piegando ai rigori gli olandesi: l'errore decisivo fu di Marco van Basten, protagonista della finale della precedente edizione.
La finale fu vinta proprio dai biancorossi, che, imponendosi per 2-0 sui tedeschi, si aggiudicarono il primo trofeo della loro storia.

## Risultati

### Fase a gironi

#### Gruppo A

##### Classifica
| Pos. | Squadra     | Pt | G | V | N | P | GF | GS | DR |
| ---- | ----------- | -- | - | - | - | - | -- | -- | -- |
| 1.   | Svezia      | 5  | 3 | 2 | 1 | 0 | 4  | 2  | +2 |
| 2.   | Danimarca   | 3  | 3 | 1 | 1 | 1 | 2  | 2  | 0  |
| 3.   | Francia     | 2  | 3 | 0 | 2 | 1 | 2  | 3  | -1 |
| 4.   | Inghilterra | 2  | 3 | 0 | 2 | 1 | 1  | 2  | -1 |

##### Incontri
| Arbitro: | Spirin |

|                 |           |           |
| J. Eriksson 24’ | Marcatori | 58’ Papin |

| Malmö 11 giugno 1992, ore 20:15 UTC+1 | Danimarca    | 0 – 0 referto | Inghilterra | Malmö Stadion (26.385 spett.)\| Arbitro: \| Blankenstein \| |
| Arbitro:                              | Blankenstein |               |             |                                                             |

| Malmö 14 giugno 1992, ore 17:15 UTC+1 | Francia | 0 – 0 referto | Inghilterra | Malmö Stadion (26.535 spett.)\| Arbitro: \| Puhl \| |
| Arbitro:                              | Puhl    |               |             |                                                     |

| Arbitro: | Schmidhuber |

|            |           |  |
| Brolin 58’ | Marcatori |  |

| Arbitro: | Rosa dos Santos |

|                            |           |          |
| J. Eriksson 51’ Brolin 82’ | Marcatori | 4’ Platt |

| Arbitro: | Forstinger |

|           |           |                       |
| Papin 60’ | Marcatori | 8’ Larsen 78’ Elstrup |

#### Gruppo B

##### Classifica
| Pos. | Squadra                           | Pt | G | V | N | P | GF | GS | DR |
| ---- | --------------------------------- | -- | - | - | - | - | -- | -- | -- |
| 1.   | Paesi Bassi                       | 5  | 3 | 2 | 1 | 0 | 4  | 1  | +3 |
| 2.   | Germania                          | 3  | 3 | 1 | 1 | 1 | 4  | 4  | 0  |
| 3.   | Scozia                            | 2  | 3 | 1 | 0 | 2 | 3  | 3  | 0  |
| 4.   | Comunità degli Stati Indipendenti | 2  | 3 | 0 | 2 | 1 | 1  | 4  | -3 |

##### Incontri
| Arbitro: | Karlsson |

|              |           |  |
| Bergkamp 77’ | Marcatori |  |

| Arbitro: | Biguet |

|                   |           |            |
| Dobrovol'skij 64’ | Marcatori | 90’ Häßler |

| Arbitro: | Goethals |

|  |           |                          |
|  | Marcatori | 29’ Riedle 47’ Effenberg |

| Göteborg 15 giugno 1992, ore 20:15 UTC+1 | Paesi Bassi | 0 – 0 referto | Comunità degli Stati Indipendenti | Ullevi (34.440 spett.)\| Arbitro: \| Mikkelsen \| |
| Arbitro:                                 | Mikkelsen   |               |                                   |                                                   |

| Arbitro: | Pairetto |

|                                       |           |               |
| Rijkaard 4’ Witschge 15’ Bergkamp 72’ | Marcatori | 53’ Klinsmann |

| Arbitro: | Röthlisberger |

|                                             |           |  |
| McStay 7’ McClair 16’ McAllister 84’ (rig.) | Marcatori |  |

### Fase a eliminazione diretta

#### Tabellone
|  | Semifinali | Semifinali      | Semifinali |           |          | Finale   | Finale | Finale |  |
|  |            |                 |            |           |          |          |        |        |  |
|  | 1A         | Svezia          | 2          |           |          |          |        |        |  |
|  | 1A         | Svezia          | 2          |           |          |          |        |        |  |
|  | 2B         | Germania        | 3          |           |          |          |        |        |  |
|  | 2B         | Germania        | 3          |           | Germania | Germania | 0      |        |  |
|  |            |                 |            |           | Germania | Germania | 0      |        |  |
|  |            |                 | Danimarca  | Danimarca | 2        |          |        |        |  |
|  | 1B         | Paesi Bassi     | Danimarca  | Danimarca | 2        | 2 (4)    |        |        |  |
|  | 1B         | Paesi Bassi     |            |           |          |          |        |        |  |
|  | 2A         | Danimarca (dtr) | 2 (5)      |           |          |          |        |        |  |

#### Semifinali
| Arbitro: | Lanese |

|                                   |           |                           |
| Brolin 64’ (rig.) K.Andersson 90’ | Marcatori | 11’ Häßler 59’ 88’ Riedle |

| Arbitro: | Soriano Aladrén |

|                                              |                      |                                           |
| Bergkamp 23’ Rijkaard 86’                    | Marcatori            | 5’ 33’ Larsen                             |
| Koeman van Basten Bergkamp Rijkaard Witschge | Tiri di rigore 4 – 5 | Larsen Povlsen Elstrup Vilfort Christofte |

#### Finale
| Arbitro: | Galler |

|                        |           |  |
| Jensen 18’ Vilfort 78’ | Marcatori |  |

## Statistiche

### Classifica marcatori
3 reti
- Henrik Larsen
- Karl-Heinz Riedle

- Dennis Bergkamp
- Tomas Brolin

2 reti
- Jean-Pierre Papin
- Thomas Häßler

- Frank Rijkaard
- Jan Eriksson

1 rete
- Lars Elstrup
- John Jensen
- Kim Vilfort
- Igor' Dobrovol'skij

- Stefan Effenberg
- Jürgen Klinsmann
- David Platt
- Rob Witschge

- Gary McAllister
- Brian McClair
- Paul McStay
- Kennet Andersson

### Record
- Gol più veloce:  David Platt (Svezia-Inghilterra, fase a gironi, 17 giugno) e  Frank Rijkaard (Paesi-Bassi Germania, fase a gironi, 18 giugno) (4º minuto)
- Gol più lento:  Thomas Häßler (CSI-Germania, fase a gironi, 12 giugno) e  Kennet Andersson (Svezia-Germania, semifinale, 21 luglio) (90º minuto)
- Primo gol:  Jan Eriksson (rete, 66º minuto) (Svezia-Francia, partita inaugurale, fase a gironi, 10 giugno, 24º minuto)
- Ultimo gol:  Kim Vilfort (Danimarca-Germania, finale, 26 giugno, 78º minuto)
- Miglior attacco:  Germania (7 reti segnate)
- Peggior attacco:  Comunità degli Stati Indipendenti e  Inghilterra (1 rete segnata)
- Miglior difesa:  Inghilterra (2 reti subite)
- Peggior difesa:  Germania (8 reti subite)

## Premi

### Migliori 11
Formazione dei migliori 11 giocatori del torneo, selezionata dalla UEFA:
| Portieri         | Difensori                                                  | Centrocampisti                                           | Attaccanti                       |
| ---------------- | ---------------------------------------------------------- | -------------------------------------------------------- | -------------------------------- |
| Peter Schmeichel | Jocelyn Angloma Laurent Blanc Jürgen Kohler Andreas Brehme | Ruud Gullit Brian Laudrup Stefan Effenberg Thomas Häßler | Dennis Bergkamp Marco van Basten |

## La squadra vincitrice
| Danimarca                                   | Danimarca                | Danimarca         |
| Numero                                      | Giocatore                | Squadra 1992      |
| Portieri                                    | Portieri                 | Portieri          |
| ------------------------------------------- | ------------------------ | ----------------- |
| 1                                           | Peter Schmeichel         | Manchester Utd    |
| 16                                          | Mogens Krogh             | Brøndby           |
| Difensori                                   |                          |                   |
| 2                                           | John Sivebæk             | Monaco            |
| 3                                           | Kent Nielsen             | Aarhus            |
| 4                                           | Lars Olsen               | Trabzonspor       |
| 12                                          | Torben Piechnik          | B 1909            |
| 6                                           | Kim Christofte           | Brøndby           |
| 17                                          | Claus Christiansen       | Lyngby            |
| Centrocampisti                              |                          |                   |
| 5                                           | Henrik Andersen          | Colonia           |
| 7                                           | John Jensen              | Brøndby           |
| 8                                           | Johnny Mølby             | Vejle             |
| 13                                          | Henrik Larsen            | Lyngby            |
| 18                                          | Kim Vilfort              | Brøndby           |
| 19                                          | Peter Nielsen            | Lyngby            |
| 20                                          | Morten Bruun             | Silkeborg         |
| Attaccanti                                  |                          |                   |
| 9                                           | Flemming Povlsen         | Borussia Dortmund |
| 10                                          | Lars Elstrup             | Odense            |
| 11                                          | Brian Laudrup            | Bayern Monaco     |
| 14                                          | Torben Frank             | Lyngby            |
| 15                                          | Bent Christensen Arensøe | Schalke 04        |
| Commissario tecnico: Richard Møller Nielsen |                          |                   |

## Arbitri
| Nazione                           | Arbitri                | Assistenti                  | Assistenti                       |
| --------------------------------- | ---------------------- | --------------------------- | -------------------------------- |
| Austria                           | Hubert Forstinger      | Johann Möstl                | Alois Pemmer                     |
| Belgio                            | Guy Goethals           | Pierre Mannaerts            | Robert Surkijn                   |
| Comunità degli Stati Indipendenti | Alexey Spirin          | Victor Filippov             | Andrei Butenko                   |
| Danimarca                         | Peter Mikkelsen        | Arne Paltoft                | Jørgen Ohmeyer                   |
| Francia                           | Gérard Biguet          | Marc Huguenin               | Alain Gourdet                    |
| Germania                          | Aron Schmidhuber       | Joachim Ren                 | Uwe Ennuschat                    |
| Ungheria                          | Sándor Puhl            | László Varga                | Sándor Szilágyi                  |
| Italia                            | Pierluigi Pairetto     | Domenico Ramicone           | Maurizio Padovan                 |
| Italia                            | Tullio Lanese          | Domenico Ramicone           | Maurizio Padovan                 |
| Paesi Bassi                       | John Blankenstein      | Jan Dolstra                 | Robert Overkleeft                |
| Portogallo                        | José Rosa dos Santos   | Valdemar Aguiar Pinto Lopes | Antonio Guedes Gomes De Carvalho |
| Spagna                            | Emilio Soriano Aladrén | Francisco García Pacheco    | José Luis Iglesia Casas          |
| Svezia                            | Bo Karlsson            | Lennart Sundqvist           | Bo Persson                       |
| Svizzera                          | Kurt Röthlisberger     | Zivanko Popović             | Paul Wyttenbach                  |
| Svizzera                          | Bruno Galler           | Zivanko Popović             | Paul Wyttenbach                  |

Quarti ufficiali
| Nazione                           | Quarti ufficiali               |
| --------------------------------- | ------------------------------ |
| Austria                           | Gerhard Kapl                   |
| Belgio                            | Frans van den Wijngaert        |
| Comunità degli Stati Indipendenti | Vadim Zhuk                     |
| Danimarca                         | Kim Milton Nielsen             |
| Francia                           | Rémi Harrel                    |
| Germania                          | Karl-Josef Assenmacher         |
| Ungheria                          | Sándor Varga                   |
| Paesi Bassi                       | Mario van der Ende             |
| Portogallo                        | Jorge Emanuel Monteiro Coroado |
| Svezia                            | Leif Sundell                   |

### Videografia
- Federico Ferri e Federico Buffa, Storie Mondiali: Notti Magiche (1990), Sky Sport, 2014.